# 佐々木謙一郎

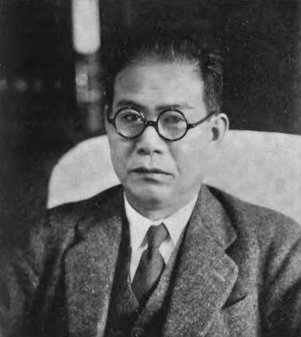
佐々木謙一郎

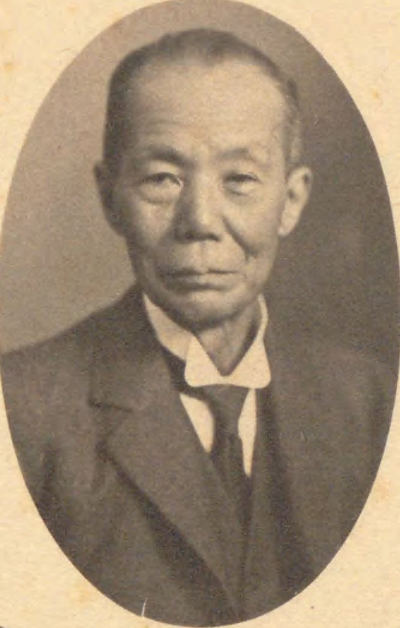
父の佐々木勇之助

佐々木 謙一郎（ささき けんいちろう、1882年（明治15年）12月29日 – 1953年（昭和28年）6月29日）は、日本の大蔵官僚。南満州鉄道副総裁。

## 経歴
第一銀行頭取佐々木勇之助の長男として生まれる。1907年（明治40年）、東京帝国大学法科大学政治科を卒業し、同年に高等文官試験に合格した。大蔵省に入り、税務監督局属、税務監督官、税関監視官、同事務官、神戸税関監視部長、横浜税関監視部長、大蔵参事官、大蔵書記官、大臣官房会計課長等を歴任した。1923年（大正12年）より専売局経理部長、事業部長、販売部長を経て、1932年（昭和7年）に専売局長官に就任した。専売局長在任中に収集品取扱係を設置し、浮世絵・喫煙具などたばこ関係の歴史資料の収集を始め、それらの収集品はたばこと塩の博物館の母体となった。
1934年（昭和9年）、南満州鉄道理事となり、1938年（昭和13年）からは副総裁を務めた。1942年（昭和17年）からは南方開発金庫総裁を務めた。
戦後、公職追放となった。

## 栄典
外国勲章佩用允許
- 1943年（昭和18年）12月10日 - 満州国：勲二位柱国章（中国語版）[8]

## 親族
- 三宅秀 - 妻の父[4]。医学博士、貴族院議員。
- 堀越二郎 - 長女の夫[4]。航空技術者。